# Hans von Nostitz-Drzewiecki (General)

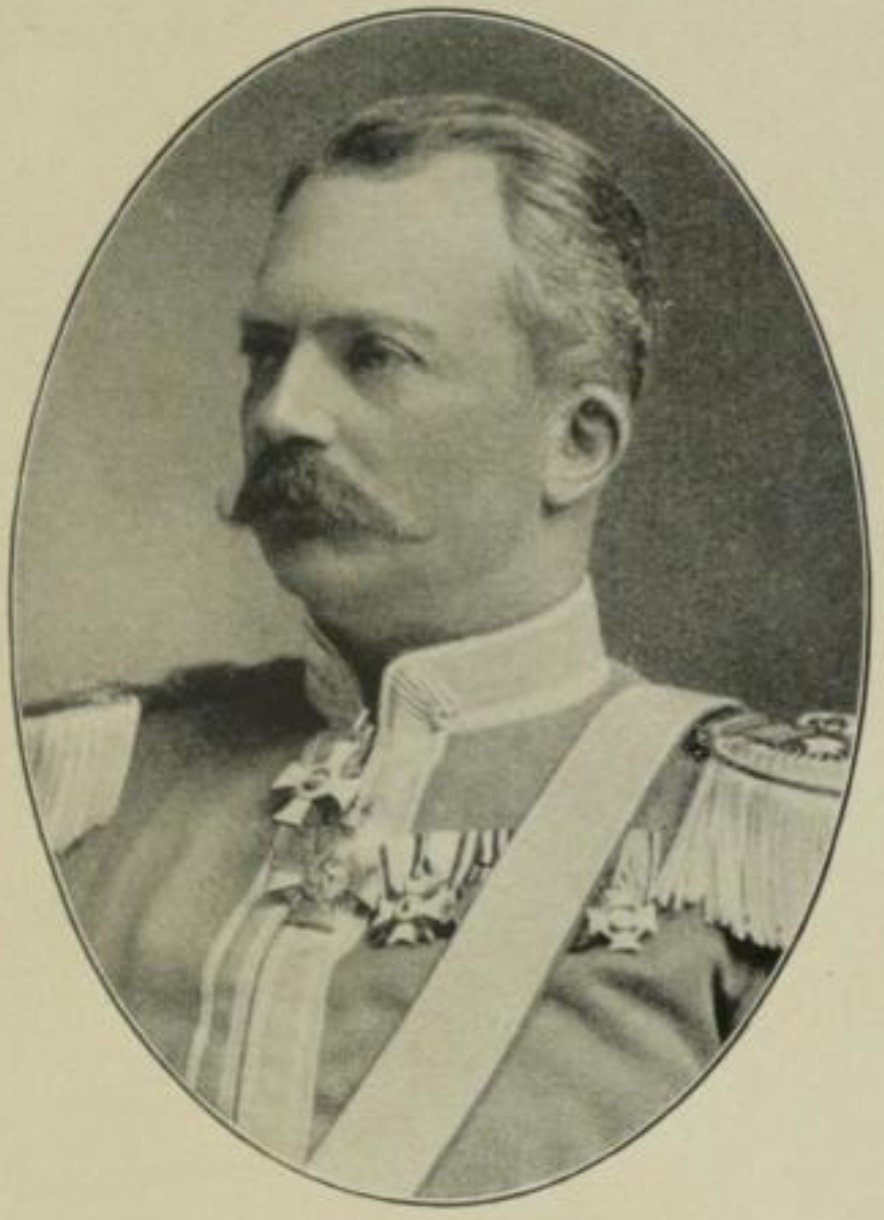
Hans von Nostitz

Hans Florian von Nostitz-Drzewiecki (* 18. August 1837 in Dippoldiswalde; † 7. März 1903 in Mentone) war ein sächsischer Generalleutnant.

## Herkunft
Hans von Nostitz-Drzewiecki war Sohn des Majors a. D. Hans Karl Florian von Nostitz-Drzewiecki (* 5. Juli 1806; † 28. Januar 1883) auf Wendisch-Paulsdorf und dessen Ehefrau Therese von Uckermann (* 17. Juli 1808; † 21. Januar 1848). 

## Leben
Er trat 1854 als Fähnrich in das Garde-Reiter-Regiment der sächsischen Armee ein und avancierte noch im selben Jahre zum Leutnant. Er blieb die weiteren Jahre im Regiment und wurde so 1862 zum Oberleutnant befördert. 1863 wurde er in den Generalstab der sächsischen Armee versetzt und machte in dieser Eigenschaft im Armee-Korps-Kommando den Krieg gegen Preußen mit. Für Verdienste bei den Schlachten von Gitschin und Königgrätz wurde er mit dem österreichischen Militär-Verdienst-Kreuz mit der Kriegsdekoration ausgezeichnet. Nach der Niederlage des Königreich Sachsen und der Neuorganisierung der sächsischen Armee wurde er 1867 Eskadronschef der 1. Eskadron des Garde-Reiter-Regiments, welche dem Ulanen-Regiment „Kaiser Franz Josef von Österreich, König von Ungarn“ (1. Königlich Sächsisches) Nr. 17 übertragen wurde. Er nahm mit dieser Eskadron am Krieg gegen Frankreich teil und wurde mit dem Ritterkreuz des Verdienst-Ordens ausgezeichnet. Nach Kriegsende wurde er 1872 zum Direktor der Militär-Reit-Anstalt in Dresden ernannt und in dieser Position 1873 zum Major befördert. Er blieb bis zum 18. Mai 1876 in dieser Position und kehrte dann als etatsmäßiger Stabsoffizier zu seinem Truppenteil zurück. Als Nachfolger des verstorbenen Oberst Hugo von Funcke wurde er am 22. Dezember 1876 mit der Führung des Garde-Reiter-Regiments betraut und am 20. Februar 1878 unter Beförderung zum Oberstleutnant zum Regimentskommandeur ernannt. Er avancierte am 1. April 1881 zum Oberst und verblieb die weiteren Jahre als Regimentskommandeur im Regiment, bis er unter Beförderung zum Generalmajor am 1. April 1887 zum Brigadekommandeur der 2. Kavallerie-Brigade Nr. 24 ernannt wurde. Unter Genehmigung seines Abschiedsgesuches wurde er am 11. Dezember 1890 unter Beförderung zum Generalleutnant zur Disposition gestellt.
Im Ruhestand fungierte er als Vorsitzender des Konservativen Vereins zu Blasewitz und Umgegend. Er siedelte später nach Mentone in Frankreich um und verstarb dort am 7. März 1903.

## Familie
Nostitz-Drzewiecki heiratete am 28. Oktober 1861 Johanna von Crieger (* 26. Mai 1839). Das Paar hatte mehrere Kinder:
- Magarethe Johanna Cäcilie Therese (* 9. August 1862)
- Hans Gottfried (* 1. November 1863), Verwaltungsbeamter ⚭ 1901 Doris Helene Jordan (* 4. März 1873), Eltern von Gottfried von Nostitz-Drzewiecky.